# Echinocereus ledingii
Echinocereus ledingii ist eine Pflanzenart in der Gattung Echinocereus aus der Familie der Kakteengewächse (Cactaceae). Das Artepitheton ledingii ehrt den  US-amerikanischen Kakteenliebhaber A. M. Leding aus New Mexico. Ein Trivialname ist „Leding’s Hedgehog Cactus“.

## Beschreibung
Echinocereus ledingii bildet aus vier bis zehn Trieben bestehende Gruppen. Die grünen, eiförmigen bis zylindrischen, manchmal verlängerten  Triebe sind 25 bis 50 Zentimeter lang und weisen Durchmesser von 6 bis 8 Zentimeter auf. Sie sind weitestgehend durch die Bedornung verdeckt. Es sind zwölf bis 14 (selten bis zu 16) Rippen vorhanden, die nicht gehöckert sind. Die ein bis vier kräftigen, drehrunden, gelblichen Mitteldornen werden schwärzlich und weisen Längen von 2 bis 2,5 Zentimeter auf. Der kräftigste von ihnen ist stark abwärts gebogen. Die neun bis elf ausgebreiteten, gelblichen Randdornen sind 1,2 bis 1,5 Zentimeter lang.
Die breit trichterförmigen Blüten sind magentafarben bis rosapurpurfarben. Sie erscheinen Nahe der Triebspitzen oder an den Triebseiten, sind 5 bis 6 Zentimeter lang und erreichen ebensolche Durchmesser. Die kugelförmigen anfangs grünen Früchte werden später rot. Sie sind fleischig und essbar.

## Verbreitung, Systematik und Gefährdung
Echinocereus ledingii ist in den Vereinigten Staaten im Südosten des Bundesstaates Arizona verbreitet.
Die Erstbeschreibung durch Robert Hibbs Peebles wurde 1936 veröffentlicht. Ein nomenklatorisches Synonym ist Echinocereus fendleri var. ledingii (Peebles) N.P.Taylor (1985).
In der Roten Liste gefährdeter Arten der IUCN wird die Art als „Least Concern (LC)“, d. h. als nicht gefährdet geführt.

## Nachweise